# SIG Sauer P226

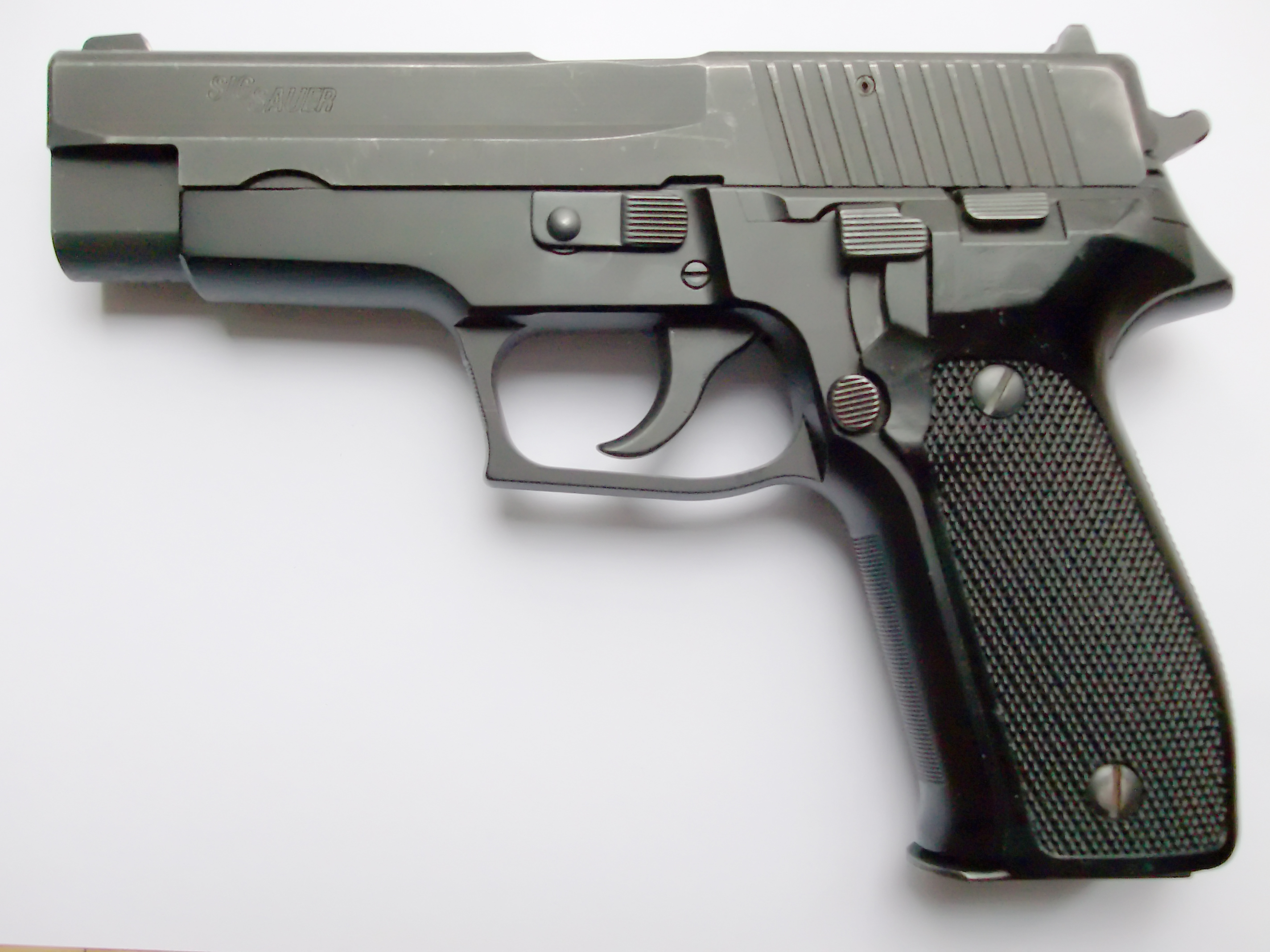
SIG Sauer P226.

SIG Sauer P226 (Schweizerische Industrie Gesellschaft SIG Sauer P226) är en halvautomatisk pistol från det tyska företaget J.P. Sauer & Sohn. Designen är baserad på SIG Sauer P220. 
P226 är känd för sin goda kvalitet och pålitlighet och används av flera polis- och militärstyrkor runt om i världen.
P226 finns i tre olika kalibrar: 9x19 mm, .40S&W och .357 SIG. Vad som skiljer dessa åt är storleken på patronerna, magasinkapaciteten (15 patroner för 9mm och 12 patroner för .40S&W och .357 SIG), samt att vikten är något lägre för pistoler kamrade för 9x19 mm.
Det har även gjorts kompaktare modeller av P226. Dessa är P228 och P229.
Den svenska polisen använder sedan 1986 bland annat Sig Sauer P225, P226, P228, P229 och p239 som huvudbeväpning, men ett utbyte till Glock 45 har inletts. [källa behövs]
P226 har även en "X"-serie som helt består av tävlingspistoler, där tryck och precision har utvecklats, samtidigt som bruksdetaljer (ex. decockers viktminskning och double action-tryck) till största delen bortrationaliserats.